# Yingge
Yingge (chinesisch 鶯歌區, Pinyin Yīnggē Qū, Pe̍h-ōe-jī Eng-ko) ist ein Bezirk der Stadt Neu-Taipeh im Norden Taiwans, Republik China.

## Lage
Das vorwiegend hügelige Yingge liegt am westlichen Rand Neu-Taipehs und grenzt im Osten und Süden an die Nachbarbezirke Shulin und Sanxia sowie im Norden und Westen an die Stadt Taoyuan. Yingge liegt am Fluss Dahan.

## Geschichte und Bedeutung
Der Name des Bezirks rührt von dem hier gelegenen „Pirol-Felsen“ (chinesisch: 鶯哥石 Yingge Shi), dessen Form an die Gestalt eines Pirols erinnert. Im heutigen Namen des Bezirks wurde das Schriftzeichen 哥 (Pinyin: gē) durch das gleichlautende Zeichen 歌 ersetzt.
Yingge wurde seit dem 18. Jahrhundert von chinesischen Einwanderern besiedelt und ist berühmt für seine über 200 Jahre alte Töpferei-Tradition, deren Entstehen dem Vorkommen guter Tonerde zu verdanken ist. Das im Jahr 2000 eröffnete Keramikmuseum gibt einen Überblick über Geschichte und Gegenwart des lokalen Töpferhandwerks. Die Yinggeer Keramik ist mittlerweile eine touristische Attraktion; besonders in der alten „Töpferstraße“ finden sich viele Keramik-, Porzellan- und andere Kunstgewerbegeschäfte.

## Weblinks

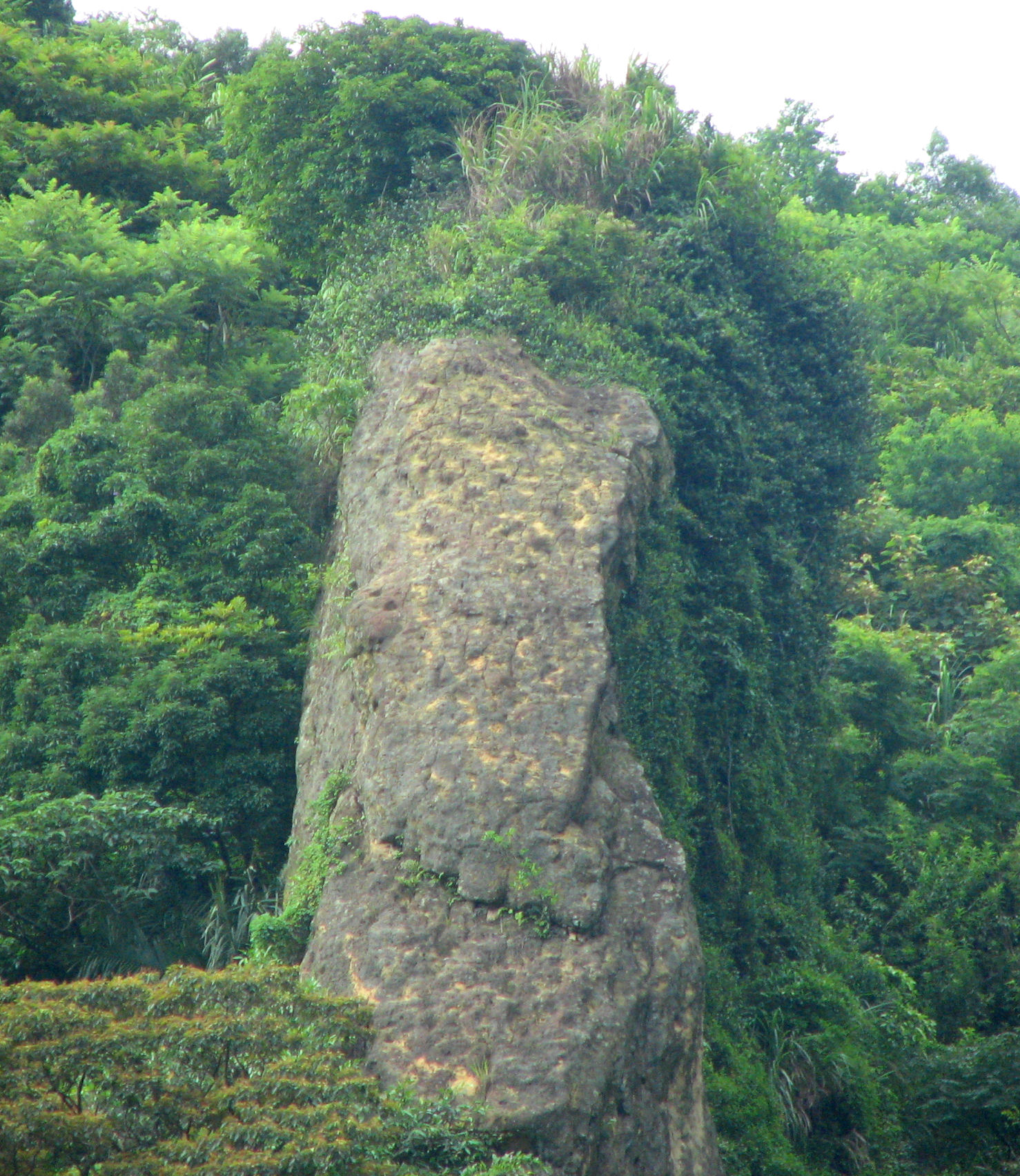
Der Yingge-Felsen
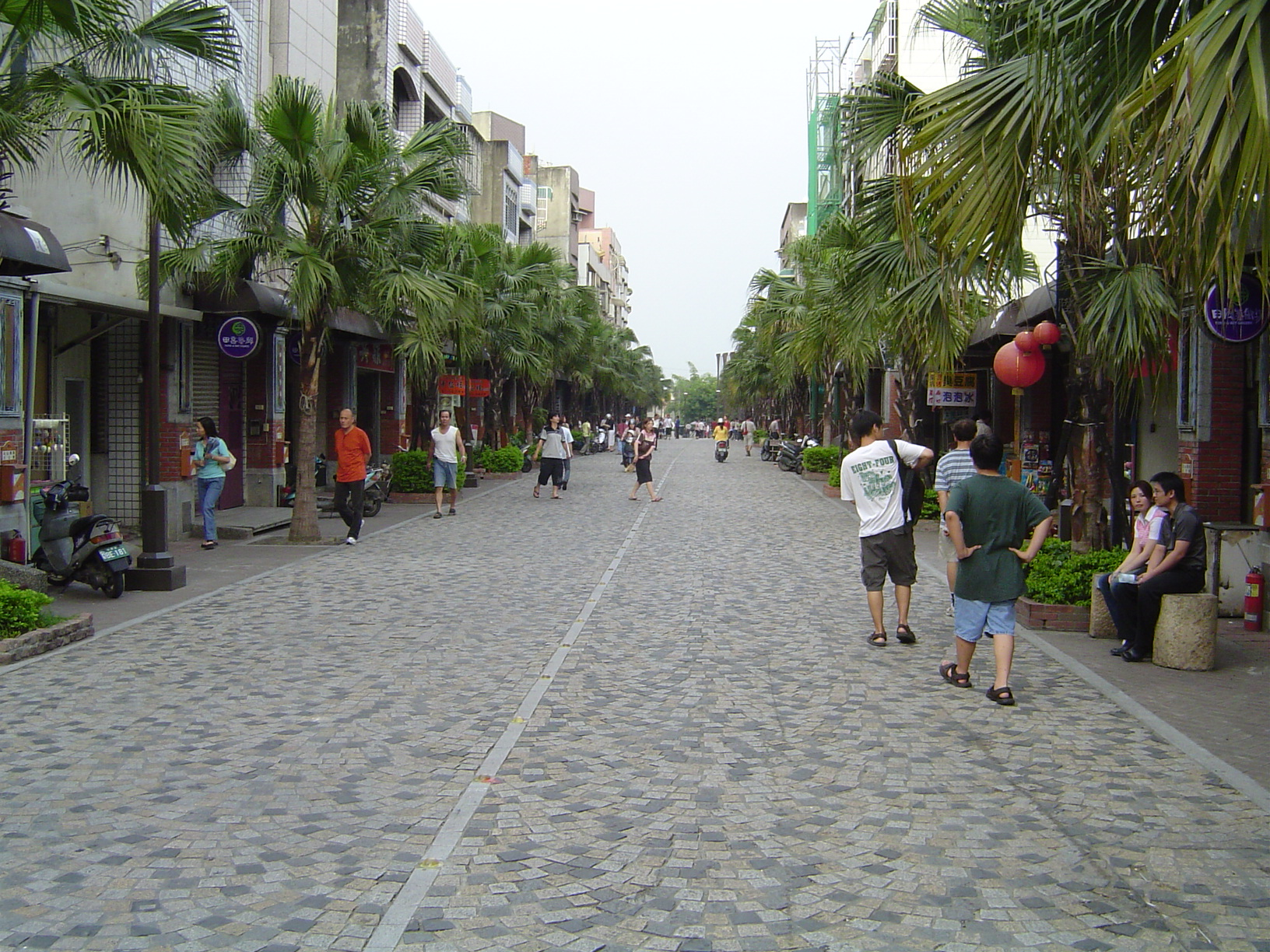
Die „Töpferstraße“
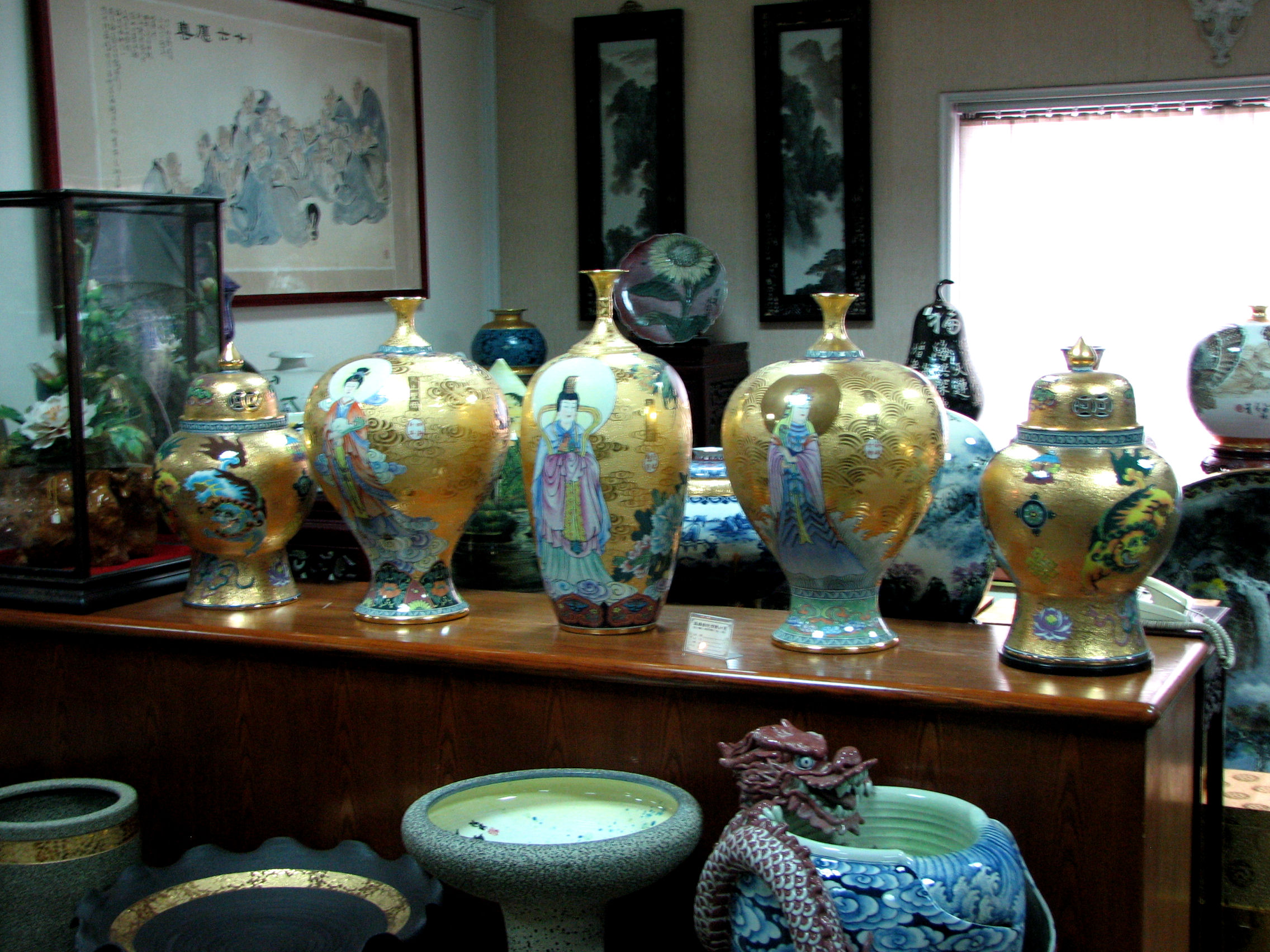
Töpferware aus Yingge